# Kilchberg (Zurich)
Kilchberg est une commune suisse du canton de Zurich, située dans le district de Horgen.

## Géographie

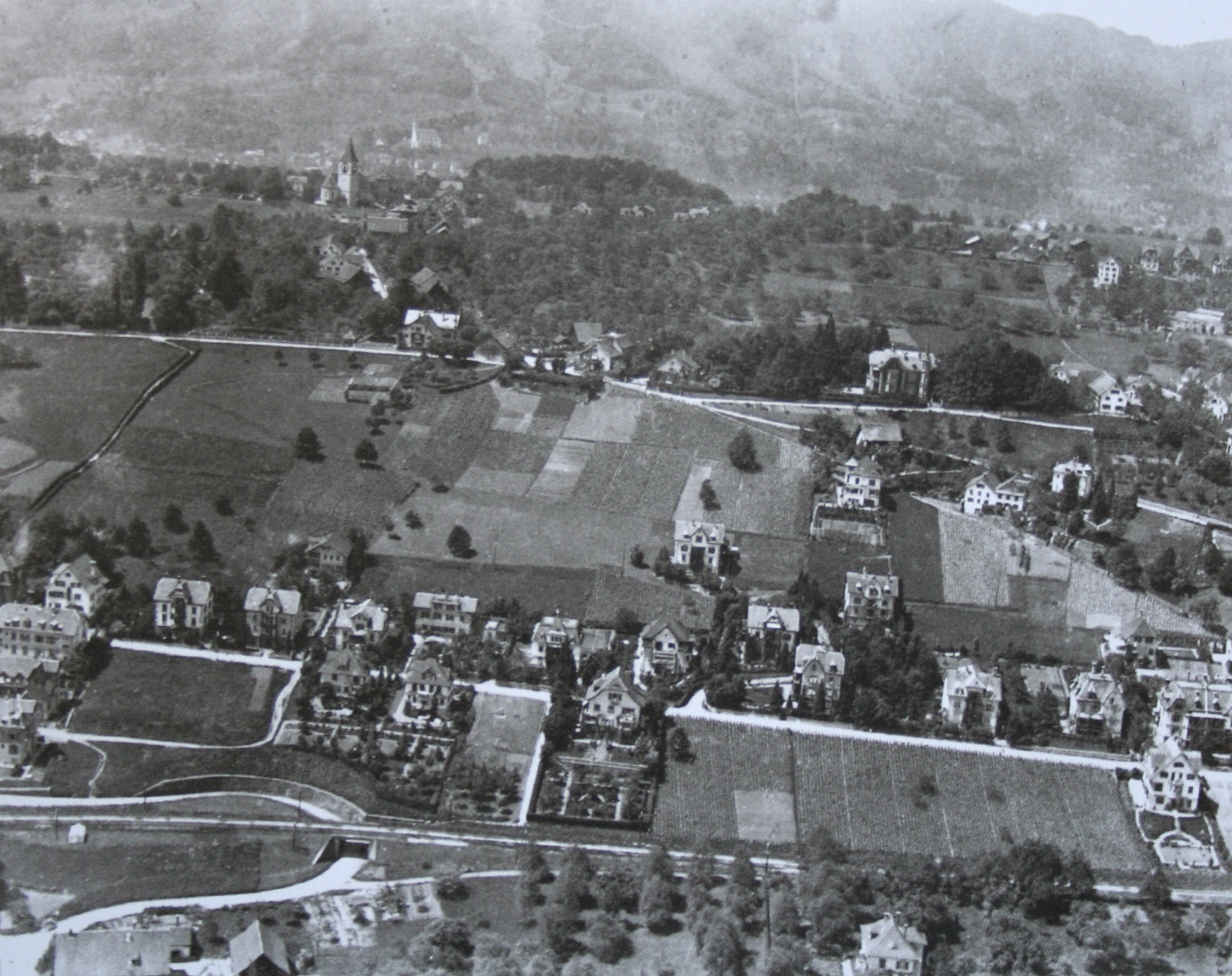
Photo aérienne prise par Walter Mittelholzer (1920).

Kilchberg est située sur la rive gauche du lac de Zurich.
La commune est limitrophe de celles d'Adliswil, de Rüschlikon, de Küsnacht, de Zollikon (ces deux dernières situées sur la rive droite du lac) ainsi que de la ville de Zurich.
De la superficie communale, 26,4 % est du terrain agricole, 2 % est recouvert de forêts, 71 % est occupé par des surfaces d'habitat ou d'infrastructure.

## Industrie
La commune est le siège du fabricant de chocolat Lindt & Sprüngli.

## Jumelage
Kilchberg (Tübingen) (Allemagne) depuis 1981.

## Personnalités
- Leonardo Genoni (1987-), joueur suisse de hockey, habite Kilchberg.
- Elsy Leuzinger (1910-2010), ethnologue de l'art, est née à Kilchberg.
- Thomas Mann (1875-1955), prix Nobel de littérature, est enterré à Kilchberg, dans le caveau familial.
- Else Züblin-Spiller (1881-1948), journaliste et entrepreneuse, est née à Kilchberg.